# Duxelles
La duxelles, o salsa d'Uxelles és un capolat de bolets de París finament picats i estofats amb mantega i cebes i escalunyes, utilitzat per a enfortir el gust o omplir tote mena de preparacions culinàries.
Aquesta preparació ha estat creada per François Pierre de la Varenne, cuiner del marquès d'Uxelles, a qui l'ha dedicada.